# NWA World Women’s Championship
Die NWA World Women’s Championship (zu deutsch NWA Weltmeisterschaft der Frauen) ist der wichtigste Frauen Wrestling-Titel der US-amerikanischen Promotion National Wrestling Alliance (NWA). Eingeführt am 20. August 1954 wurde der Titel von der damals amtierenden Titelträgerin Moolah an die WWF verkauft. Daraufhin führte die WWF die WWF Women’s Championship als Nachfolgertitel ein. Heutzutage ist der Titel weiterhin in der NWA als Frauen-Weltmeistertitel aktiv. Die aktuelle Titelträgerin in ihrer ersten Regentschaft ist Kenzie Paige.

## Geschichte
Am 20. August 1954 trat June Byers gegen die Titelträgerin Mildred Burke in einem Two-Out-Of-Three-Falls-Match für die erste Women’s World Championship an. Die Kommission stoppte das Match zwischen Burke und Byers am Ende des zweiten Falls. Diese entzog Burke den Titel und verlieh ihn Byers. Aufgrund ihres Sieges wurde Byers zur ersten NWA World Women’s Champion ernannt.
1956 erkannten die Promoter von New York, New Jersey und Baltimore, angeführt von Vince McMahon Sr., June Byers nicht mehr als NWA Champion an und ihr wurde von der Baltimore Athletic Commission der Titel entzogen. Am 18. September 1956 besiegte The Fabulous Moolah Judy Grable am Ende einer 13-Woman-Battle-Royal um zum ersten Mal NWA World Women’s Champion zu werden. Moolah hatte das Jahr davor für die im Nordosten der USA ansässige Capitol Wrestling Corporation (CWC) gearbeitet, ein Mitglied der National Wrestling Alliance (NWA). Mit der Unterstützung des Promoters Billy Wolfe wurde Byers bis zu ihrem Rücktritt im Jahr 1964 weiterhin von der Mehrheit der NWA als Titelträgerin anerkannt, da Billy Wolfe, mit dem Moolah zu Beginn ihrer Karriere einen Streit hatte, immer noch den größten Teil der NWA kontrollierte. Deshalb wurde Moolah vom größten Tiel der NWA erst 1964 vollständig als neue NWA Champion anerkannt.
Im Jahr 1963 trennte sich CWC von der NWA und es entstand die neue Promotion World Wide Wrestling Federation (WWWF). Moolah kaufte in den 1970er Jahren die Rechte an der NWA World Women’s Championship und verteidigte die Meisterschaft weiterhin als NWA World Women’s Champion. 1971 trat die WWWF stillschweigend wieder der NWA bei. Die WWWF, die 1979 in World Wrestling Federation (WWF) umbenannt wurde, zog sich 1983 endgültig aus der NWA zurück. Moolah verkaufte dann 1984 die Rechte der Meisterschaft an die WWF. Die WWF führte daraufhin die WWF Women’s Championship ein und erkannte Moolah als erste und amtierende Titelträgerin an. Anstatt Moolahs WWF Regentschaft 1984 zu beginnen, beanspruchte die WWF die Abstammung des NWA Titels ab dem Zeitpunkt, als Moolah 1956 zum ersten Mal Champion wurde. Die WWF erkannte keine der Titelwechsel an, die seit Moolahs erster Verleihung im Jahr 1956 stattgefunden hatten. Infolgedessen wird davon ausgegangen, dass die erste WWF Regentschaft von Moolah 28 Jahre gedauert hat.
Nach dem Verkauf blieb der Titel für zwei Jahre deaktiviert. Der NWA-Frauentitel setzte jedoch seine Linie fort, nachdem Combs die vakante Meisterschaft am 12. Februar 1986 in einem 9-Woman-Battle-Royal Match gewann.

## Liste der Titelträger
| #  | Titelträger           | Nr. | Tage | Datum              | Ort                              | Veranstaltung             | Anmerkung |
| -- | --------------------- | --- | ---- | ------------------ | -------------------------------- | ------------------------- | --- |
| 1  | June Byers            | 1   | 0760 | 20. August 1954    | Atlanta, Georgia                 | Houseshow                 | Regentschaften von der WWE nicht anerkannt. |
| —  | Titel vakant          | —   | —    | 1956               | —                                | —                         | |
| 2  | The Fabulous Moolah   | 1   | 3651 | 18. September 1956 | Baltimore, Maryland              | Houseshow                 | Start von Moolahs Regentschaft als WWF Women's Championesse. Diese Regentschaft wird von der WWE als ununterbrochen angesehen. |
| 3  | Bette Boucher         | 1   | 041  | 16. September 1966 | Seattle, Washington              | Houseshow                 | Titelwechsel wird von der WWE nicht anerkannt. |
| 4  | The Fabulous Moolah   | 2   | 0526 | Oktober 1966       | —                                | Houseshow                 | Titelwechsel wird von der WWE nicht anerkannt. |
| 5  | Yukiko Tomoe          | 1   | 023  | 10. March 1968     | Osaka, Japan                     | Houseshow                 | Titelwechsel wird von der WWE nicht anerkannt. |
| 6  | The Fabulous Moolah   | 3   | 3841 | 2. April 1968      | Hamamatsu, Japan                 | Houseshow                 | Titelwechsel wird von der WWE nicht anerkannt. |
| 7  | Evelyn Stevens        | 1   | 02   | 8. October 1978    | Dallas, Texas                    | Houseshow                 | Titelwechsel wird von der WWE nicht anerkannt. |
| 8  | The Fabulous Moolah   | 4   | 1908 | 10. October 1978   | Fort Worth, Texas                | Houseshow                 | Titelwechsel wird von der WWE nicht anerkannt. |
| –  | Titel verkauft        | –   | –    | 31. Dezember 1983  | —                                | —                         | Die WWF und die NWA beendeten ihre Geschäftsbeziehungen und Moolah verkaufte ihre Meisterschaft an die WWF. Die WWF erkannte Moolah als erste und amtierende WWF Women's Championesse. Jedoch keine der Titelwechsel, die seit Moolahs erster Verleihung im Jahr 1956 stattgefunden hatten. |
| 9  | Debbie Combs          | 1   | –    | 12. Februar 1986   | Honolulu, Hawaii                 | Houseshow                 | Nach dem Verkauf blieb der Titel für zwei Jahre vakant bis Combs die vakante Meisterschaft in einem 9 Woman Battle Royal Match gewann. |
| –  | Titel vakant          | –   | –    | 1987               | —                                | —                         | |
| 10 | Debbie Combs          | 2   | 3317 | 10. April 1987     | Kansas City, Missouri            | Houseshow                 | |
| 11 | Malia Hosaka          | 1   | 01   | 9. Mai 1996        | Johnson City, Tennessee          | Houseshow                 | |
| 12 | Debbie Combs          | 3   | 0144 | 10. Mai 1996       | Fall Branch, Tennessee           | Houseshow                 | |
| –  | Titel vakant          | –   | –    | Oktober 1996       | —                                | —                         | |
| 13 | Strawberry Fields     | 1   | 018  | 14. Oktober 2000   | Nashville, Tennessee             | NWA 52nd Anniversary Show | |
| –  | Titel vakant          | –   | –    | November 2000      | —                                | —                         | |
| 14 | Madison               | 1   | 064  | 23. August 2002    | Surrey, British Columbia         | Houseshow                 | |
| 15 | Char Starr            | 1   | 041  | 26. October 2002   | Corpus Christi, Texas            | NWA 54th Anniversary Show | |
| 16 | Madison               | 2   | 096  | 6. Dezember 2002   | Port Coquitlam, British Columbia | Houseshow                 | |
| 17 | Leilani Kai           | 1   | 0465 | 12. März 2003      | Nashville, Tennessee             | House show                | |
| –  | Titel vakant          | –   | –    | 19. Juni 2004      | —                                | —                         | |
| 18 | Kiley McLean          | 1   | 0318 | 19. Juni 2004      | Richmond, Virginia               | Houseshow                 | |
| 19 | Lexie Fyfe            | 1   | 0168 | 23. April 2005     | Richmond, Virginia               | Houseshow                 | |
| 20 | Christie Ricci        | 1   | 0476 | 8. Oktober 2005    | Nashville, Tennessee             | NWA 57th Anniversary Show | |
| 21 | MsChif                | 1   | 098  | 27. Januar 2007    | Lebanon, Tennessee               | Houseshow                 | |
| 22 | Amazing Kong          | 1   | 0358 | 5. Mai 2007        | Streamwood, Illinois             | Houseshow                 | |
| 23 | MsChif                | 2   | 0818 | 27. April 2008     | Cape Girardeau, Missouri         | Houseshow                 | |
| 24 | Tasha Simone          | 1   | 070  | 24. Juli 2010      | Lebanon, Tennessee               | Houseshow                 | |
| 25 | La Reina de Corazones | 1   | 035  | 2. Oktober 2010    | Altus, Oklahoma                  | Houseshow                 | |
| –  | Titel vakant          | –   | –    | 6. November 2010   | —                                | —                         | |
| 26 | Tasha Simone          | 2   | 0364 | 6. November 2010   | Lebanon, Tennessee               | Houseshow                 | |
| 27 | Tiffany Roxx          | 1   | 050  | 5. November 2011   | Lebanon, Tennessee               | Houseshow                 | |
| 28 | Tasha Simone          | 3   | 0300 | 25. Dezember 2011  | Lebanon, Tennessee               | Houseshow                 | |
| 29 | Kacee Carlisle        | 1   | 0462 | 20. Oktober 2012   | Lebanon, Tennessee               | Houseshow                 | |
| 30 | Barbi Hayden          | 1   | 0378 | 25. Januar 2013    | Cypress, Texas                   | Houseshow                 | |
| 31 | Santana Garrett       | 1   | 0314 | 7. Februar 2015    | Plant City, Florida              | Houseshow                 | |
| 32 | Amber Gallows         | 1   | 0273 | 18. Dezember 2015  | Sherman, Texas                   | Houseshow                 | |
| 33 | Jazz                  | 1   | 0948 | 16. September 2016 | Sherman, Texas                   | Houseshow                 | |
| —  | Titel vakant          | —   | —    | 27. April 2019     | —                                | —                         | Jazz hat den Titel aus medizinischen und persönlichen Gründen abgegeben. |
| 34 | Allysin Kay           | 1   | 272  | 27. April 2019     | Concord, North Carolina          | Crockett Cup              | |

## Regentschaften – absolut

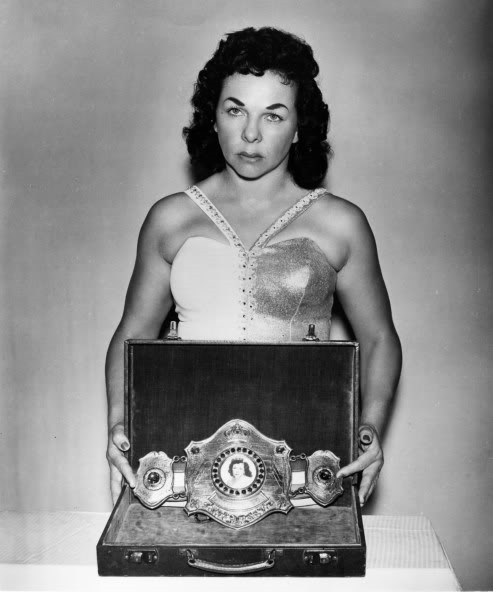
Moolah hielt den Titel fünfmal für insgesamt 11106 Tage.

| #  | Titelträger           | Nr. | Tage  |
| -- | --------------------- | --- | ----- |
| 1  | The Fabulous Moolah   | 5   | 11106 |
| 2  | Debbie Combs          | 2   | 3461  |
| 3  | Jazz                  | 1   | 948   |
| 4  | MsChif                | 2   | 916   |
| 5  | June Byers            | 1   | 760   |
| 6  | Tasha Simone          | 3   | 734   |
| 7  | Christie Ricci        | 1   | 476   |
| 8  | Leilani Kai           | 1   | 465   |
| 9  | Kacee Carlisle        | 1   | 462   |
| 10 | Barbi Hayden          | 1   | 378   |
| 11 | Amazing Kong          | 1   | 358   |
| 12 | Kiley McLean          | 1   | 318   |
| 13 | Santana Garrett       | 1   | 314   |
| 14 | Amber Gallows         | 1   | 273   |
| 15 | Allysin Kay           | 1   | 272   |
| 16 | Lexie Fyfe            | 1   | 168   |
| 17 | Madison               | 2   | 160   |
| 18 | Tiffany Roxx          | 1   | 50    |
| 19 | Char Starr            | 1   | 41    |
| 20 | La Reina de Corazones | 1   | 35    |
| 21 | Sue Green             | 1   | 32    |
| 22 | Yukiko Tomoe          | 1   | 23    |
| 23 | Strawberry Fields     | 1   | 18    |
| 24 | Bette Boucher         | 1   | 41    |
| 25 | Evelyn Stevens        | 1   | 2     |
| 26 | Malia Hosaka          | 1   | 1     |
| 27 | Bambi                 | 2   | N. N. |
| 28 | Peggy Lee Leather     | 1   | N. N. |